# Plaut-Haus

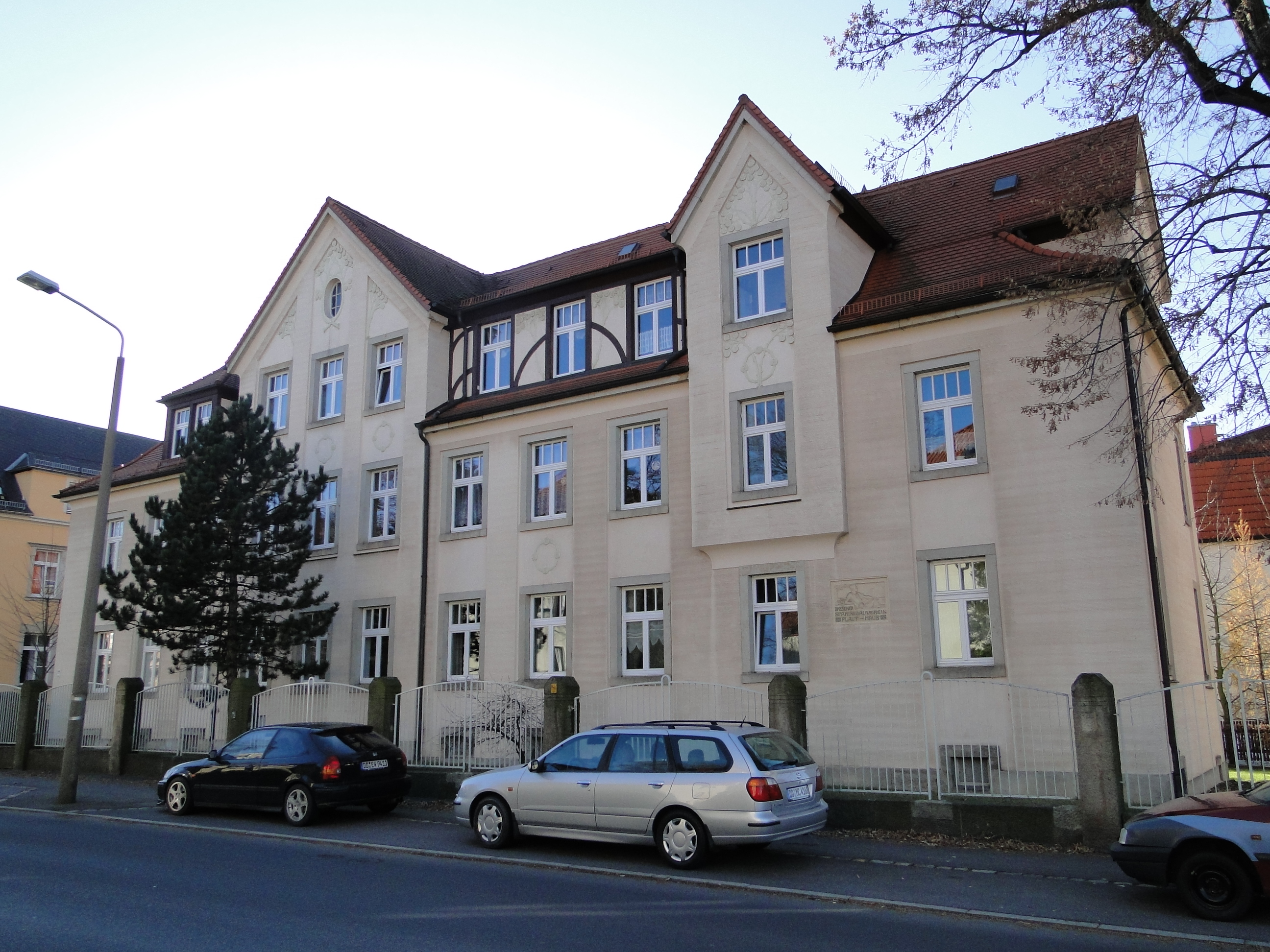
Plaut-Haus, Coschützer Straße 54/56

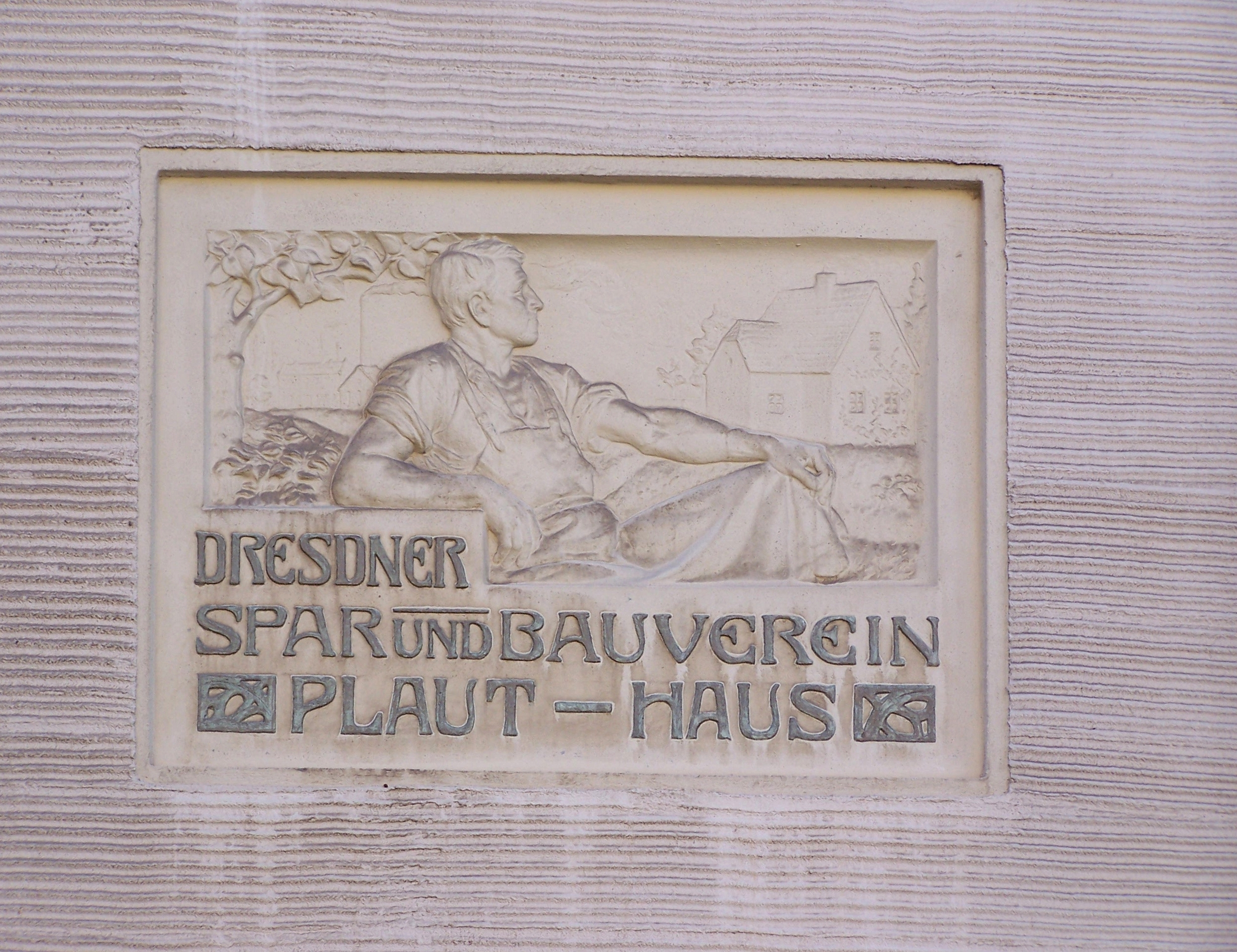
Bildnis des Dresdner Spar- und Bauvereins am Plaut-Haus

Das Plaut-Haus (d. i. das Doppelwohnhaus Coschützer Straße 54/56) ist ein denkmalgeschütztes Jugendstilgebäude im Dresdner Stadtteil Plauen, das 1902 von Schilling & Graebner für den Dresdner Spar- und Bauverein erbaut wurde. Dieses Haus wurde am 29. September 1902 unter dem Namen Plaut-Haus  eingeweiht. In „dankbarem Andenken“ sollte damit an den Stifter Jacob Plaut erinnert werden, aus dessen Nachlass dem Dresdner Spar- und Bauverein ein Kapital von 30.000 Mark zugegangen und zur Errichtung des Hauses eingesetzt worden war.

## Beschreibung
Das zweigeschossige Gebäude mit ausgebautem Dachgeschoss ist symmetrisch angelegt. Die Fassade zeigt eine Lisenenarchitektur, zwei Seitenrisalite und in der Mitte. Der Mittelrisalit erstreckt sich über drei Achsen und zeigt als oberen Abschluss einen Dreiecksgiebel. Die Fassade ist mit einem „Wellenputz“ dekoriert worden. In den Rücklagen ist eine florale Ornamentik mit „wenige[n] Andeutungen“ zu sehen. Die Gestaltung der Fassadendekoration war vom Prinzip der „Zweckmäßigkeit und Sparsamkeit“ geleitet worden.
Heute befinden sich im unterkellerten Gebäude 12 Wohneinheiten auf drei Stockwerken, die von der „Wohnungsgenossenschaft »Glückauf« Süd Dresden e. G.“ verwaltet werden.